# Spui (Amsterdam)
Pour les articles homonymes, voir Spui.
Le Spui est à la fois une place et une rue du centre-ville d'Amsterdam, aux Pays-Bas. Elle suit un tracé est-ouest et s'étend du Rokin au Singel qui marque la limite entre la ceinture de canaux du Grachtengordel et la vieille ville (binnenstad). La rue croise Kalverstraat, la principale artère commerçante de la ville et les rues de Spuistraat et de Nieuwezijds Voorburgwal se rejoignent juste au nord de la place.
Au sud de la place, au niveau du Heisteeg et du Singel se trouvent les terrasses de plusieurs cafés et restaurants réputés, parmi lesquels un café littéraire. La sculpture Het Lieverdje de Carel Kneulmans, réalisée en 1960 s'y trouve également. C'est autour de cette œuvre d'art que Robert Jasper Grootveld, initiateur du mouvement Provo et ses partisans se retrouvaient à l'occasion de happenings,.
La place est également connue pour ses librairies, et plus particulièrement pour la librairie universitaire Athenaeum Boekhandel, ainsi que deux librairies spécialisées dans les ouvrages en anglais. Le vendredi, un marché aux livres s'y tient tandis qu'un marché d'art y est organisé le dimanche entre mars et décembre.

## Histoire
Le Spui était à l'origine le nom d'un plan d'eau qui constituait la limite sud de la ville (le terme néerlandais de spuisluis désignant une écluse permettant d'évacuer l'eau située à l'intérieur, tout en retenant l'eau située à l'extérieur). À l'endroit où ce plan d'eau se jetait dans le Rokin, une nouvelle écluse baptisée Osjessluis fut installée dans le prolongement de la Kalverstraat. Lorsque le Singel fut creusé au XVe siècle, une nouvelle écluse fut ajoutée au plan d'eau, le Boerenverdriet. Le Spui fut finalement rebouché en 1882. Le Nieuwezijds Achterburgwal (Spuistraat) et le Nieuwezijds Voorburgwal furent également rebouchés à la même époque.
Depuis 1996, la place et les rues sont piétonnes, et seuls les tramways y circulent.